# Maybach W240
Le Maybach 57 e Maybach 62 (sigla di progetto Daimler W240) sono due autovetture di gran lusso prodotte dal 2002 al 2012 dalla storica casa automobilistica tedesca Maybach affiliata alla Mercedes-Benz del gruppo Daimler AG.

## Storia e profilo

### Genesi e debutto
Nel 1960 il marchio Maybach venne rilevato dalla Daimler-Benz, il gruppo tedesco già detentore dei marchi Mercedes-Benz ed Unimog, e che in seguito si sarebbe ulteriormente espanso rilevando altri marchi. Nel 1996, in occasione del 150º anniversario della nascita di Wilhelm Maybach, la Daimler-Benz avviò un progetto volto a riesumare il marchio Maybach, divenuto assai famoso nel periodo a cavallo tra i due conflitti mondiali per l'assoluto prestigio delle sue vetture, in grado di rivaleggiare ad armi pari con Mercedes-Benz, Rolls-Royce, Bentley, Hispano-Suiza, Bugatti e tutti gli altri marchi di gran lusso dell'epoca. Tale progetto fu denominato W240, secondo il classico criterio di codifica del gruppo tedesco, criterio attuato per tutti i modelli Mercedes-Benz prodotti fin dalla nascita del marchio, avvenuta nel 1926.
Il progetto W240, per la versione "62", e V240, per la "57", ebbe una sua prima concretizzazione già l'anno successivo, quando al Salone dell'automobile di Tokyo del 1997 venne presentata la concept car denominata Mercedes-Benz Maybach, un'imponente limousine in un'elegante livrea tricolore nero-bordeaux-rosa, concept che già prefigurava ampiamente l'aspetto della vettura definitiva. Disegnata al Centro Stile Mercedes-Benz di Yokohama (Giappone), questa concept aveva in realtà il solo scopo di tastare il terreno per sondare l'accoglienza del pubblico nei confronti di un marchio che sul finire del secolo poteva risultare già sconosciuto ai più. Caratterizzata da soluzioni tecnologiche di rilievo (carrozzeria in leghe di alluminio e magnesio, motore V12 a tre valvole per cilindro e a due candele per cilindro, gruppi ottici anteriori a quattro proiettori ellissoidali, luci posteriori a led, ecc.), la Mercedes-Benz Maybach era inoltre caratterizzata da un abitacolo estremamente lussuoso, con interni in pelle bianca, sistema multimediale comprensivo di TV con schermo da 20 pollici, frigo-bar, tre telefoni e tetto elettrocromatico in cristallo. I consensi fatti registrare dalla concept diedero l'impulso per proseguire con il progetto W240: nel 1998 vennero sorpresi su strada i primi muletti appositamente preparati per testare la meccanica della futura Maybach. Tali muletti erano sapientemente celati sotto le spoglie di una W140, ossia la Classe S prodotta durante quasi tutti gli anni novanta, e che proprio nel 1998 sarebbe stata sostituita dalla nuova generazione, la W220. Nel 2000, invece, venne sorpreso un altro prototipo camuffato, che lasciava intravedere meglio le linee della vettura definitiva. Il lancio avvenne nel 2002 al Salone di Ginevra, dove venne presentato non uno ma due modelli, denominati Maybach 57 e Maybach 62, rispettivamente a passo normale e a passo lungo. Le sigle numeriche indicavano semplicemente la lunghezza espressa in dm (ed arrotondata) dei rispettivi corpi vettura.

#### Design ed interni

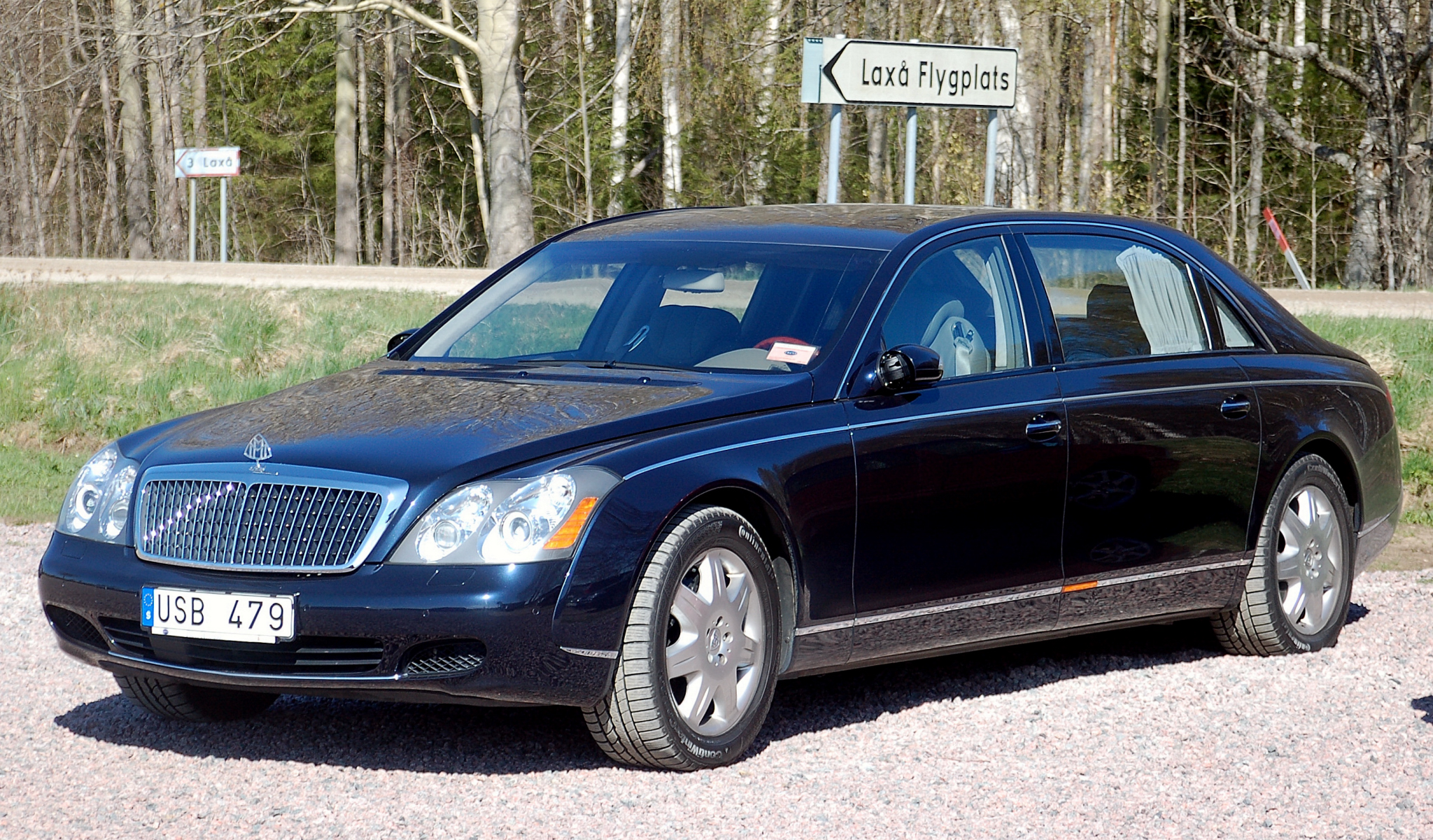
La linea imponente della Maybach 62

Caratterizzate da un'impronta stilistica che ricordava quella delle Mercedes-Benz di normale produzione, ed in particolare delle ammiraglie della Classe S, le Maybach 57 e 62 riprendevano in gran parte i tratti caratteristici della concept del 1997, con poche differenze, la più visibile delle quali stava nei nuovi gruppi ottici, sempre a quattro proiettori ellissoidali, sempre racchiusi sotto un'unica carenatura, ma allineati a due a due mediante una sorta di "maschera" formata da due ovali a sviluppo verticale, e con indicatori di direzione spostati ai lati esterni (anziché ai lati interni com'era successo per la concept). Al centro campeggiava la calandra trapezoidale sormontata dallo stemma Maybach a due M incrociate. Anche la coda non era molto dissimile da quella della concept, anzi, avendo mantenuto la fascia trasversale che includeva i gruppi ottici a led, è stata mantenuta una certa fedeltà al prototipo. Elegante ed imponente la vista laterale, con linea di cintura piuttosto alta, e profilo abbastanza sinuoso, specie nella zona di raccordo tra padiglione e coda.
Esageratamente lussuoso l'abitacolo, impostato per una guida con autista, come nelle Maybach classiche: qui la pelle per i rivestimenti abbonda e regna sovrana in ogni angolo. I sedili posteriori sono reclinabili fin quasi in orizzontale, e si trasformano in una sorta di lussuoso lettino in pelle, in modo da poter addirittura schiacciare un pisolino, è presente il frigo-bar, l'impianto telefonico, e la strumentazione del cruscotto è ripetuta anche nella zona posteriore, in modo tale che anche i passeggeri, i quali si trovano molto distanziati dal posto guida viste le dimensioni della vettura, abbiano più facilmente informazioni riguardanti la velocità, il livello del carburante, ecc. Sono presenti anche un divisorio elettrico in vetro tra zona autista e zona posteriore, il sistema multimediale con schermi TV, lettore DVD, navigatore satellitare ed impianto hi-fi, un dispositivo per profumare l'ambiente, un tavolino pieghevole, il volante riscaldabile, così come riscaldabili sono anche i sedili stessi, che tra l'altro sono pure dotati di funzione massaggio. Ed infine, vanno a far parte della ricchissima dotazione (qui descritta solo in parte) anche il climatizzatore quadrizona ed il tetto in cristallo apribile elettricamente a compasso. A fronte di tanta opulenza, le Maybach 57 e 62 sono previste di serie solamente in configurazione a 4 posti, in quanto posteriormente sono previsti solo due sedili, ma a richiesta è possibile avere invece un vero divanetto posteriore, con annesso un quinto posto centrale. Abbastanza capiente il vano bagagli, la cui volumetria interna ammonta a 605 litri.

#### Meccanica e motori

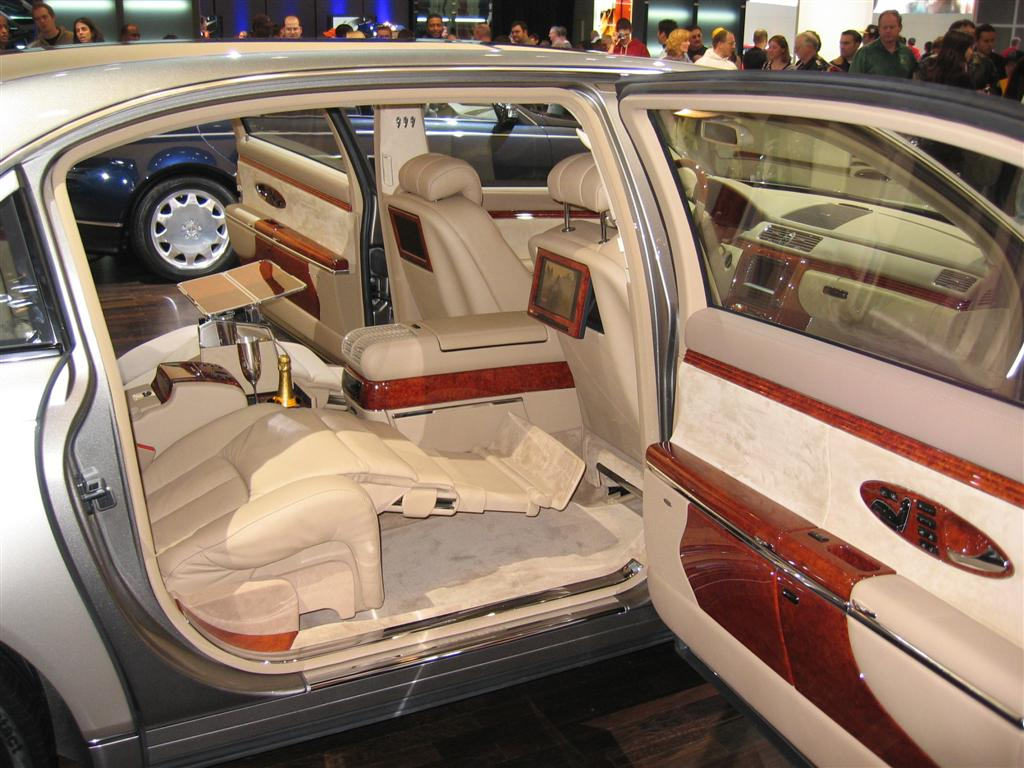
Scorcio dell'interno di una Maybach 62

La struttura delle Maybach 57 e 62 riprende anch'essa quanto già visto nel prototipo del 1997, specialmente per quanto riguarda l'utilizzo di leghe leggere allo scopo di ridurre la massa il più possibile. Contemporaneamente sono state progettate zone ad assorbimento d'urto, in maniera tale da attutire il più possibile le conseguenze per gli occupanti della vettura. 
Le Maybach 57 e 62 riprendono in gran parte la meccanica della Classe S W220, da cui deriva anche la piattaforma di origine, modificata però in alcuni punti, primo fra tutti l'interasse, cresciuto a ben 3.390 millimetri già nella 57 "di base", ed addirittura a 3.827 millimetri nella lunghissima 62. Ritroviamo quindi l'avantreno a bracci trasversali ed il retrotreno a bracci multipli. Dalla produzione di punta del marchio Mercedes-Benz arrivano anche le sospensioni DC Airmatic, di tipo pneumatico e gestite elettronicamente dalla centralina, che provvede a far smorzare le irregolarità del fondo stradale trasmesse dagli imponenti cerchi in lega da 19 pollici. Il sistema frenante è composto da quattro dischi, dei quali quelli anteriori sono autoventilati e corredati da ben due pinze per disco. Sono presenti ovviamente tutti i dispositivi elettronici di assistenza alla frenata e di controllo della stabilità, e perciò: ABS, ESP, assistenza elettronica alla frenata di emergenza, controllo di trazione, e così via. Lo sterzo è a circolazione di sfere con servocomando idraulico.
Al loro debutto, le Maybach 57 e 62 erano previste in un'unica motorizzazione, consistente nel poderoso V12 M285, direttamente derivato dall'unità M275 utilizzata per le Mercedes-Benz di punta. Tale motore, della cilindrata di 5.513 cm³ e sovralimentato mediante due turbocompressori, eroga una potenza massima di ben 550 CV ed una coppia massima di 900 N·m, due dati che garantiscono prestazioni di prim'ordine anche alla mastodontica Maybach 62, la cui massa a vuoto è di quasi 29 quintali. La velocità massima è infatti autolimitata a 250 km/h, con accelerazioni da 0 a 100 km/h in tempi compresi tra 5"2 (per la 57) e 5"4 (per la 62). Il cambio è un classico automatico NAG a 5 rapporti con convertitore di coppia gestito elettronicamente.

### Evoluzione

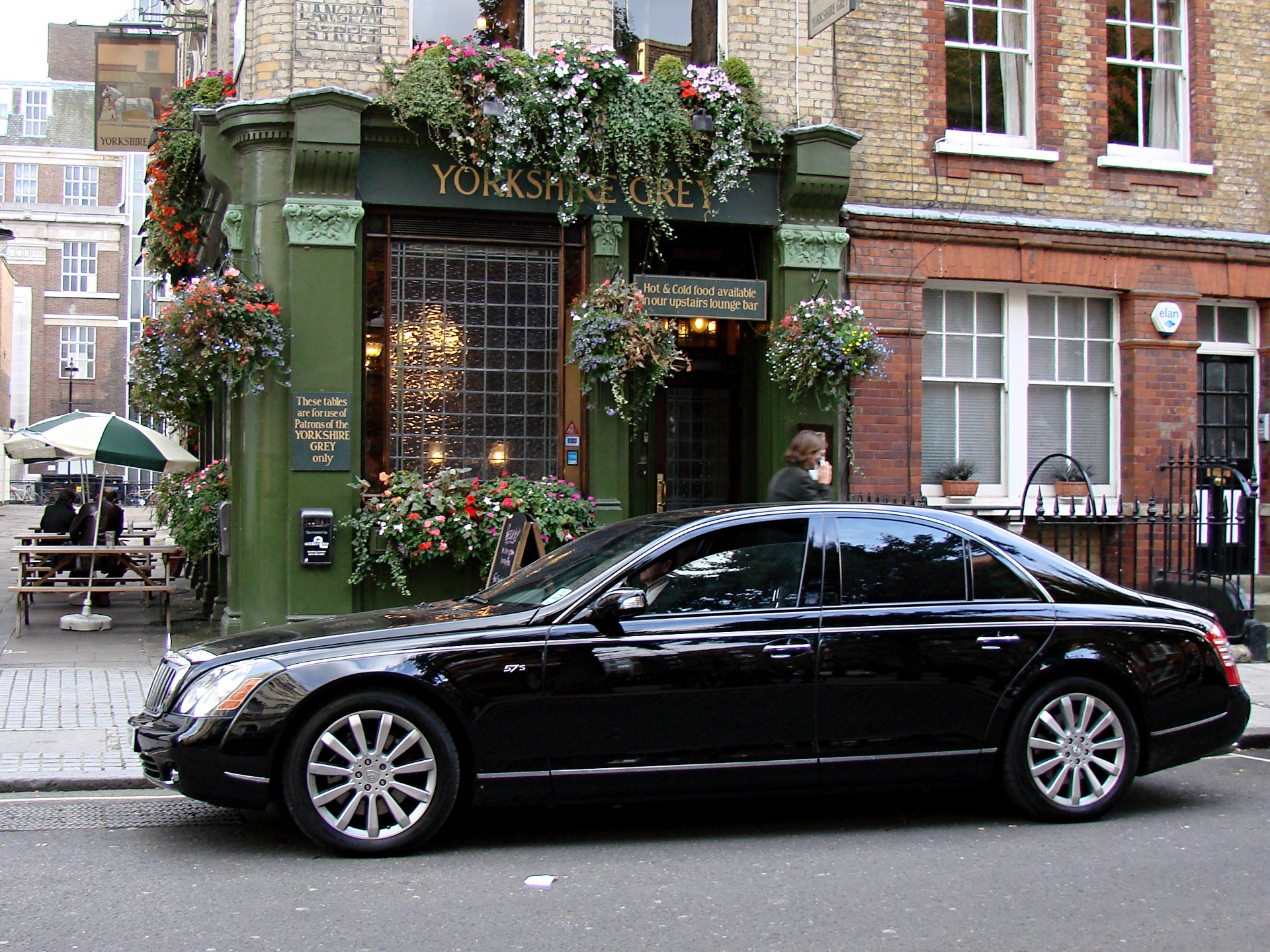
Una Maybach 57S dopo il restyling

La produzione venne quindi avviata direttamente a Sindelfingen per entrambe le versioni. Lo stratosferico prezzo fissato fin dall'inizio fu di 378.151 Euro per la Maybach 57, cui se ne dovevano aggiungere altri 60 000 (all'incirca il prezzo di una contemporanea Mercedes-Benz E320 SW Avantgarde) per avere la 62 a passo lungo.

Le due versioni previste rimasero a listino durante l'intero arco della produzione. Accanto ad esse vennero però introdotte via via altre varianti, ancora più ricche e raffinate. Nel 2005 al Salone di Ginevra vennero introdotte la 57 S e la 62 S, equipaggiate da un V12 M275 già utilizzato in alcuni modelli Mercedes-Benz. Caratterizzato da una cilindrata di 5.980 cm³, tale motore eroga una potenza massima di 612 CV ed una coppia massima di ben 1.000 N·m.
Nel frattempo, ha visto la luce anche la versione Guard, un autentico carro armato con carrozzeria blindata, posto in listino a ben 620 000 Euro. Nel 2008 è stata avviata la produzione in serie limitata della versione landaulet, caratterizzata dalla carrozzeria apribile solo nella zona posteriore. Nel 2009, invece, è stata introdotta la Maybach Zeppelin, altra versione a tiratura limitata, con la quale si intendeva rispolverare il mito delle classiche Maybach DS7 e DS8 degli anni trenta, note anche con tale nome, nonché il nome dello storico conte Ferdinand von Zeppelin, il quale diede vita al marchio assieme a Wilhelm Maybach ed al figlio Karl. Disponibile sia a passo normale che a passo lungo, la Zeppelin era spinta da un'ulteriore evoluzione del V12 M275, già rivisto dalla AMG nella variante da 612 CV. In questo caso, la potenza massima raggiunge i 640 CV. In realtà, le vendite della Maybach non raggiunsero mai i livelli sperati, neppure relativamente al fatto che si tratta di un'auto per pochissimi facoltosi, e quindi dai volumi di vendita ridotti. Inoltre, la crisi economica del 2008, protrattasi anche negli anni successivi, ha dissuaso molti potenziali clienti dall'acquisto. Pertanto la Daimler-Benz ha annunciato la cessazione della produzione per la fine del 2012.

#### Motorizzazioni
| Modello      | Anni di produzione | Motore                 | Cilindrata (cm³) | Potenza/ giri/min          | Coppia Massima/ giri/min | Emissioni CO2 (g/km) | Accelerazione 0–100 km/h (secondi) | Velocità massima (km/h) | Consumo medio (km/l) | Massa a vuoto (kg) |
| 57           | dal 2002 al 2012   | M285 V12 Biturbo       | 5513             | 405 kW (550 CV)/5250       | 900 Nm/ 2200-3000        | 350                  | 5,2                                | 250                     | 6,7                  | 2735               |
| 57 S         | dal 2005 al 2012   | M275KE60LA V12 Biturbo | 5980             | 450 kW (612 CV)/ 4800-5100 | 1000 Nm/ 2000-4000       | 368                  | 5,0                                | 275                     | 6,3                  | 2735               |
| 57 Zeppelin  | dal 2009 al 2012   | M275KE60LA V12 Biturbo | 5980             | 477 kW (640 CV)/4800       | 1000 Nm/2000             | 390                  | 4,9                                | 275                     | n/d                  | 2735               |
| 62           | dal 2002 al 2012   | M285 V12 Biturbo       | 5513             | 405 kW (550 CV)/5250       | 900 Nm/ 2200-3000        | 350                  | 5,4                                | 250                     | 6,6                  | 2855               |
| 62 S         | dal 2005 al 2012   | M275KE60LA V12 Biturbo | 5980             | 450 kW (612 CV)/ 4800-5100 | 1000 Nm/ 2000-4000       | 369                  | 5,2                                | 250                     | 6,2                  | 2855               |
| 62 Landaulet | dal 2005 al 2012   | M275KE60LA V12 Biturbo | 5980             | 450 kW (612 CV)/ 4800-5100 | 1000 Nm/ 2000-4000       | 369                  | 5,2                                | 250                     | n/d                  | 2780               |
| 62 Zeppelin  | dal 2009 al 2012   | M275KE60LA V12 Biturbo | 5980             | 477 kW (640 CV)/4800       | 1000 Nm/2000             | 390                  | 5,1                                | 250                     | n/d                  | 2855               |

## Versioni speciali

### Maybach Exelero

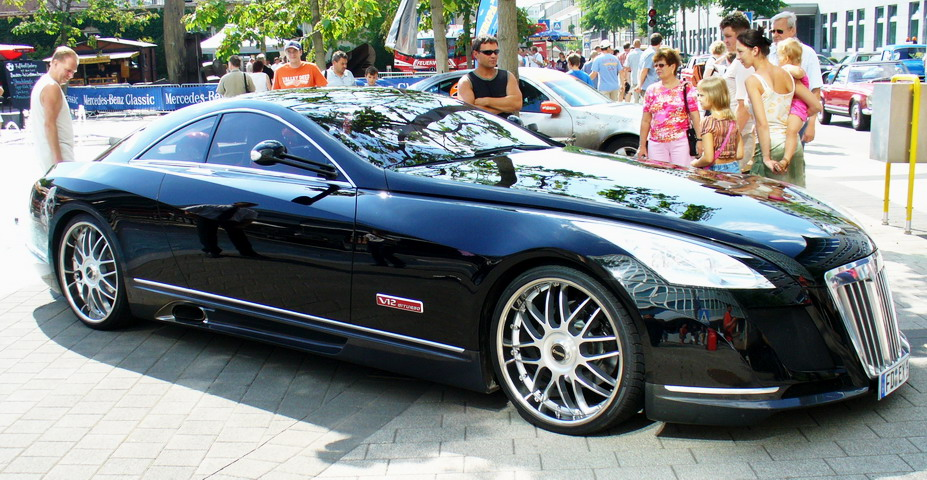
La Maybach Exelero

Utilizzando la stessa base motoristica della berlina, nel 2005 è stato presentato un modello speciale coupé, la Maybach Exelero. Il propulsore era anch'esso direttamente derivato dal potente V12 biturbo da 5980 cm³ e da 650 CV che già equipaggiava la 57 ed anche la sua versione a passo lungo, la 62. Ma in questo caso venne ulteriormente potenziato, arrivando ad erogare 700 cavalli (514 kW) a 5000 giri/min ed una coppia massima di 1020 Nm a 2500 giri/min. Le prestazioni dichiarate erano di 350 km/h per la velocità massima, mentre l'accelerazione da 0 a 100 km/h richiedeva 4"4.
Maybach 57S Xenatec Coupé
Nel 2011 venne messa in commercio una coupé basata sulla Maybach 57, più precisamente il modello 57S. La vettura, frutto della collaborazione tra Maybach ed un tuner tedesco, è una serie limitata ed ha un prezzo di partenza di 675.000€.